# Ōgata (Akita)
Ogata (大潟村 Ōgata-mura?) es una villa situada en la prefectura de Akita, Japón. Tiene una población estimada, a inicios de junio de 2023, de 3007 habitantes.

## Historia
La laguna Hachiro tenía una superficie total de 220.24 km², lo que la convertía en la segunda más grande de Japón después del lago Biwa.
En 1954 dos especialistas llegaron desde los Países Bajos a analizar la posibilidad de concretar un proyecto de recuperación de tierras para establecer una gestión agrícola con altos niveles de producción e ingresos. En 1955 se confirmó la factilidad del proyecto.
El mayor proyecto del siglo, que duró 20 años y tuvo un costo millonario, se completó en marzo de 1977, y el fondo de la laguna Hachiro se transformó en 172.03 km² de tierra nueva. Allí se construyó una villa y se solicitaron nombres en todo el país. Finalmente se le dio el nombre de Ogata, que denota grandes ideales y grandes avances para el futuro.
El 1 de octubre de 1964 se anunció que la villa pasaría a ser el municipio número 69 de la prefectura de Akita. Comenzó con solo 14 personas en 6 hogares. Los colonos fueron seleccionados entre aspirantes de todo el país.

## Demografía
Según datos del censo japonés, la población de Ogata se ha mantenido estable en los últimos años.
| Año del censo | Población |
| ------------- | --------- |
| 1995          | 3311      |
| 2000          | 3323      |
| 2005          | 3256      |
| 2010          | 3218      |
| 2015          | 3110      |
| 2023 (est.)   | 3007      |